# 森周子
森 周子（もり ちかこ、1975年 - ）は、日本の社会政策学者、社会保障論研究者、ドイツ社会政策研究者。成城大学経済学部教授。学位は、博士（社会学）。元社会政策学会幹事。
東京都生まれ。2006年、「戦後ドイツ公的年金保険制度の考察―制度枠組の形成・展開の思想的背景―」で経済社会学会高田保馬奨励賞受賞。

## 学歴
- 1994年3月 普連土学園高等学校卒業（101回生）[2]
- 1999年3月 慶應義塾大学文学部人間関係学科社会学専攻卒業、学士（人間関係学）[3]
- 2001年3月 一橋大学大学院社会学研究科総合社会科学専攻修士課程修了、修士（社会学）[3]
- 2005年11月 一橋大学大学院社会学研究科総合社会科学専攻博士後期課程修了、博士（社会学）[3]（指導教官藤田伍一[4]））

## 経歴
- 2006年4月 西武文理大学サービス経営学部専任講師[3]
- 2006年4月 中央学院大学法学部非常勤講師[3]
- 2008年4月 佐賀大学経済学部准教授[3]
- 2010年4月～2011年9月 日本福祉大学非常勤講師[3]
- 2011年8月～継続中 大分大学非常勤講師[3]
- 2013年4月～2014年3月 佐賀大学経済学部経済学科経済学講座准教授[3]
- 2014年4月～2017年3月 高崎経済大学地域政策学部地域づくり学科准教授[3]
- 2017年4月～2020年3月 高崎経済大学地域政策学部地域づくり学科教授[3]
- 2020年4月～2021年3月成城大学経済学部経済学科准教授[5]
- 2021年4月～ 成城大学経済学部経済学科教授

## 所属学会
社会政策学会、経済社会学会、ドイツ社会政策学会、ドイツ社会学会、福祉社会学会

## 専門分野
社会学、経済政策、社会福祉学

## 受賞歴
高田保馬奨励賞(2006年09月)

## 主要業績
- 「ドイツの最低生活保障政策と社会的市場経済 ―一次分配と再分配のあり方をめぐって―」 2013-4
- 「第17章 ドイツにおける最低生活保障制度：社会扶助と求職者基礎保障を中心に」 2013-3
- 「ドイツにおける働く女性の年金：年金法上の配慮とその課題」 2013-1
- 「ドイツの求職者生活保障制度と社会的包摂 ―ハルツIV法施行後の上乗せ受給者への政策的対応を中心に―」 2012-10
- 「ドイツにおける社会保障制度の創設過程」 2012-7
- 「ドイツにおける「ワーキングプア」をめぐる議論―「上乗せ受給」への認識と政策対応」 2012-3
- Social Market Economy and German Social Policy - Focusing on a Desirable Social Policy 2011-8
- 「ドイツにおける高齢女性の所得保障：年金を中心に」 2011-6
- 「ルッツ・ライゼリング「複雑な秩序形態としての老齢保障の民営化―福祉市場と規制国家性の発生に関して」(2・完） 2010-3
- 「ルッツ・ライゼリング「複雑な秩序形態としての老齢保障の民営化―福祉市場と規制国家性の発生に関して(1)」 2010-1
- 「ドイツにおける高齢者生活保障と社会的市場経済―2000年代における政策展開の思想的背景の分析―」 2009-9
- 「ドイツにおける障害者福祉の現状と課題―介護給付と社会参加給付を中心に―」 2009-03
- 「ドイツ・社会的市場経済概念「刷新」論議の動向―社会国家再編の方向性を知る手がかりとして―」 2007-06
- 「戦後ドイツ公的年金保険制度の考察―制度枠組の形成・展開の思想的背景―」 2006-09
- 「西ドイツ・1957年年金改革の考察―財政方式と保険原理の関連性の分析」 2005-08
- 「戦後ドイツ公的年金保険の制度枠組の考察」 2005-06
- 「 西ドイツ・一九五七年 年金改革の考察 : 思想的背景」2002-8